# Gueñes
Gueñes és un municipi de Biscaia, a la comarca d'Encartaciones. Està solcat per les aigües del riu Kadagua i forma juntament amb el seu veí, el municipi de Zalla, la vall de Salcedo. Limita al nord amb Galdames; a l'est amb Alonsotegi (Gran Bilbao); a l'oest amb el municipi de Zalla i al sud amb el municipi de Gordexola. Els seus nuclis de població més importants són Güeñes, Sodupe, La Quadra, Zaramillo, Sanchosolo i San Pedro de Goicuría. Mereix especial atenció artística l'església matriu de Santa María de Güeñes.

## Persones cèlebres d'aquesta localitat
- Ramón García (1961): presentador de televisió.
- Andoni Goikoetxea (1963): futbolista.
- Rosa Díez (1952): política i diputada.
- Lorenzo de Arrieta Mascarua (1821-1891): polític i diputat.
- José Miguel de Arrieta Mascarua (1817-1869): polític i diputat.
- Arturo Alcoceba Isusi (1952): periodista i activista polític.
- Ion Beitia (1947-2016): ballarí i professor de dansa.
- Federico Ezquerra Alonso (1909-1986): ciclista professional.
- Paquita Alcoceba Isusi (1948): política i activista polític.
- Luis Laiseka (1948): polític.

## Política
Eleccions Municipals de 2019
| Ple de l'ajuntament de Gueñes (2019-2023) |                |       |        |          |                                 |
|                                           | Partit polític | Vots  | %      | Regidors | Portaveu                        |
|                                           | EAJ-PNB        | 1.571 | 41,74% | 6        | Juan Andrés Iragorri            |
|                                           | EH Bildu       | 1272  | 33,79% | 5        | Idoia Perez Barrio              |
|                                           | PSOE           | 484   | 12,86% | 1        | Zigor Marcos Egurrola           |
|                                           | PODEMOS        | 352   | 9,35%  | 1        | Paulino Javier Fernandez Granda |

| Període      | Nom de l'alcalde/-essa          | Partit polític | Data de possessió |
| ------------ | ------------------------------- | -------------- | ----------------- |
| 1979 - 1983  | Pedro María Saracho Cortajarena | PNB            | 19/04/1979        |
| 1983 - 1987  | Manuel Jarrín Totorica          | PNB            | 28/05/1983        |
| 1987 - 1991  | José María Larrucea Ulibarri    | PNB            | 30/06/1987        |
| 1991 - 1995  | Guillermo Ibarra Vitorica       | PNB            | 15/06/1991        |
| 1995 - 1999  | Guillermo Ibarra Vitorica       | PNB            | 17/06/1995        |
| 1999 - 2003  | Guillermo Ibarra Vitorica       | PNB            | 03/07/1999        |
| 2003 - 2007  | Koldo Artaraz Martín            | PNB            | 14/06/2003        |
| 2007 - 2011  | Koldo Artaraz Martín            | PNB            | 16/06/2007        |
| 2011 - 2015  | Koldo Artaraz Martín            | PNB            | 11/06/2011        |
| 2015 - 2019  | Imanol Zuluaga Zamalloa         | PNB            | 13/06/2015        |
| 2019 - 2023  | Juan Andrés Iragorri            | PNB            | 15/06/2019        |
| Des del 2023 | n/d                             | n/d            | 17/06/2023        |